# فرانكو راغوزا
فرانكو راغوزا (بالإسبانية: Franco Ragusa)‏ هو لاعب كرة قدم تشيلي في مركز الوسط، ولد في 14 مايو 1993 في فينيا ديل مار في تشيلي. شارك مع منتخب تشيلي تحت 20 سنة لكرة القدم. أما مع النوادي، فقد لعب مع إيفرتون دي فينا ديل مار.

## وصلات خارجية
- فرانكو راغوزا على موقع قاعدة بيانات كرة القدم.إي يو (الإنجليزية)
- فرانكو راغوزا على موقع Soccerway.com (الإنجليزية)
- فرانكو راغوزا على موقع AS.com (الإسبانية)